# Juan María Aburto Rike
Juan María Aburto Rike (Bilbao, 28 de març de 1961), més conegut com a Juan Mari Aburto, és un jurista i polític basc. Des del 2015 exerceix com a batlle de Bilbao.

## Biografia
Juan María Aburto Rike va néixer el 28 de març de 1961 a Bilbao i es llicencià en Dret a la Universitat de Deusto per a després accedir, des del 1986, com a funcionari de la Diputació Foral de Biscaia.
Va treballar com a director de serveis entre el 1991 i 1994 per al Govern Basc, a l'equip del llavors conseller d'Interior Juan María Atutxa. El 1994 va ser nomenat director general del Règim Jurídic i Funció Pública de la diputació foral biscaïna i el 2003 esdevingué diputat foral d'Acció Social.

El juny de 2011 va ser nomenat diputat foral de Presidència; es convertí en la mà dreta del diputat general José Luis Bilbao. El desembre del 2012 va ser designat Conseller d'Ocupació i Polítiques Socials del Govern Basc, fet que l'obligà a renunciar al seu càrrec dins la diputació.

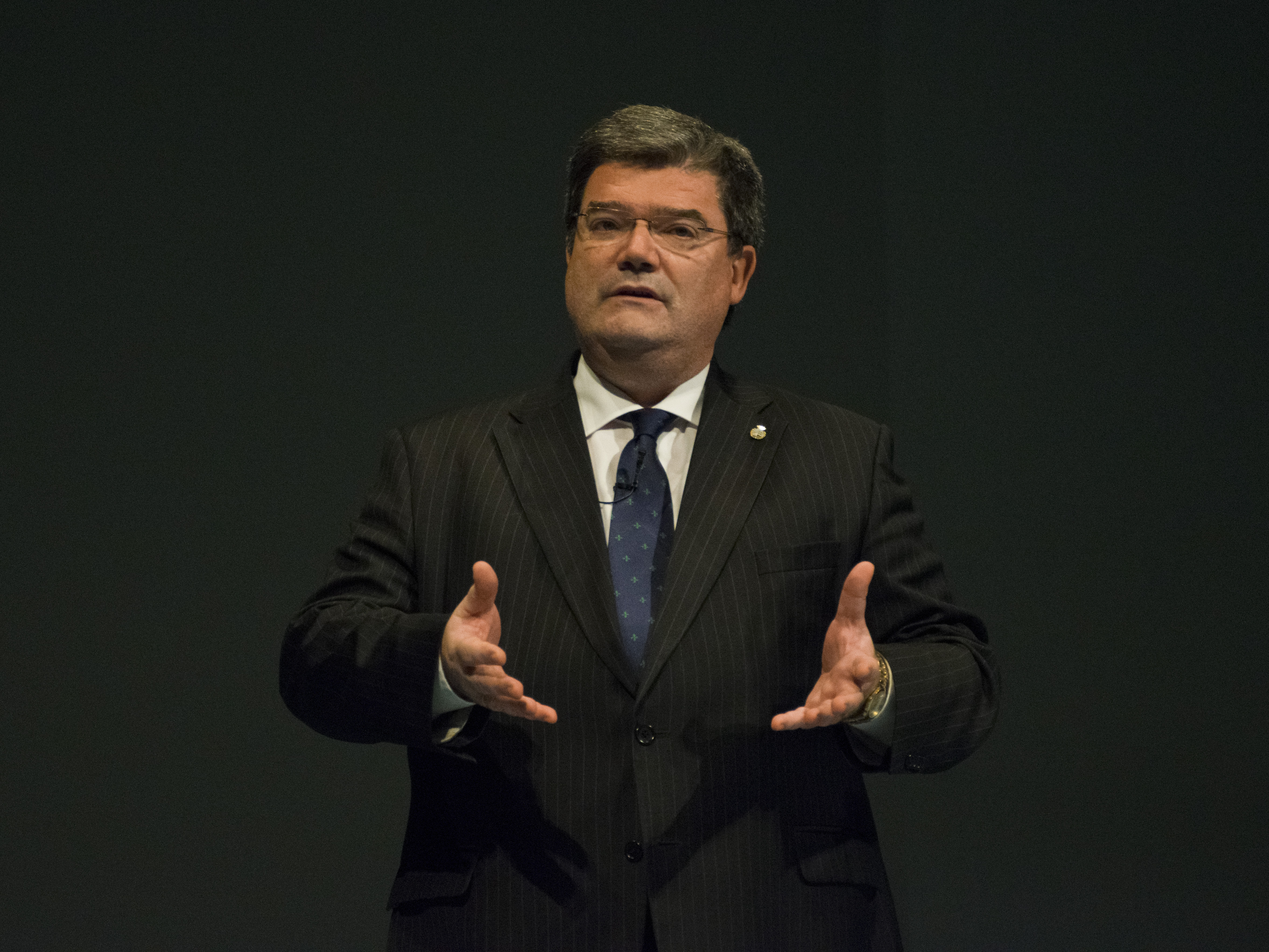
Juan Mari Aburto l'any 2015.

L'octubre de 2014 va fer pública la seva candidatura a l'alcaldia de l'ajuntament de Bilbao en representació del Partit Nacionalista Basc (PNB) i el febrer del 2015 dimití com a conseller d'Ocupació i Assumptes Socials. Hi fou substituït per Ángel Toña.
El 13 de juny de 2015 va ser elegit alcalde de Bilbao gràcies a un acord d'investidura amb el Partit Socialista d'Euskadi-Euskadiko Ezkerra (PSE-EE). Quatre anys més tard, el 15 de juny de 2019, va ser reelegit alcalde de Bilbao després que el PNB guanyés les eleccions municipals i tornés a sumar la majoria absoluta del ple municipal amb els vots del PNB i el PSE-EE.